# Biberist
Biberist é uma comuna da Suíça, situada no distrito de Wasseramt, no cantão de Soleura. Tem 12,24 km² de área e sua população em 2018 foi estimada em 8.567 habitantes.